# Мокрине (Черна гора)
Мокрине (на сръбски: Мокрине) е село в Черна гора, разположено в община Херцег Нови. Населението му според преброяването през 2011 г. е 86 души, от тях: 53 (61,62 %) сърби, 16 (18,60 %) черногорци, 16 (18,60 %) неизвестни.

## Население
Численост на населението според преброяванията през годините:
- 1948 – 611 души
- 1953 – 583 души
- 1961 – 348 души
- 1971 – 273 души
- 1981 – 223 души
- 1991 – 151 души
- 2003 – 131 души
- 2011 – 86 души